# Красная (приток Северского Донца)
Кра́сная (укр. Красна) — река в Луганской области Украины, левый приток Северского Донца.

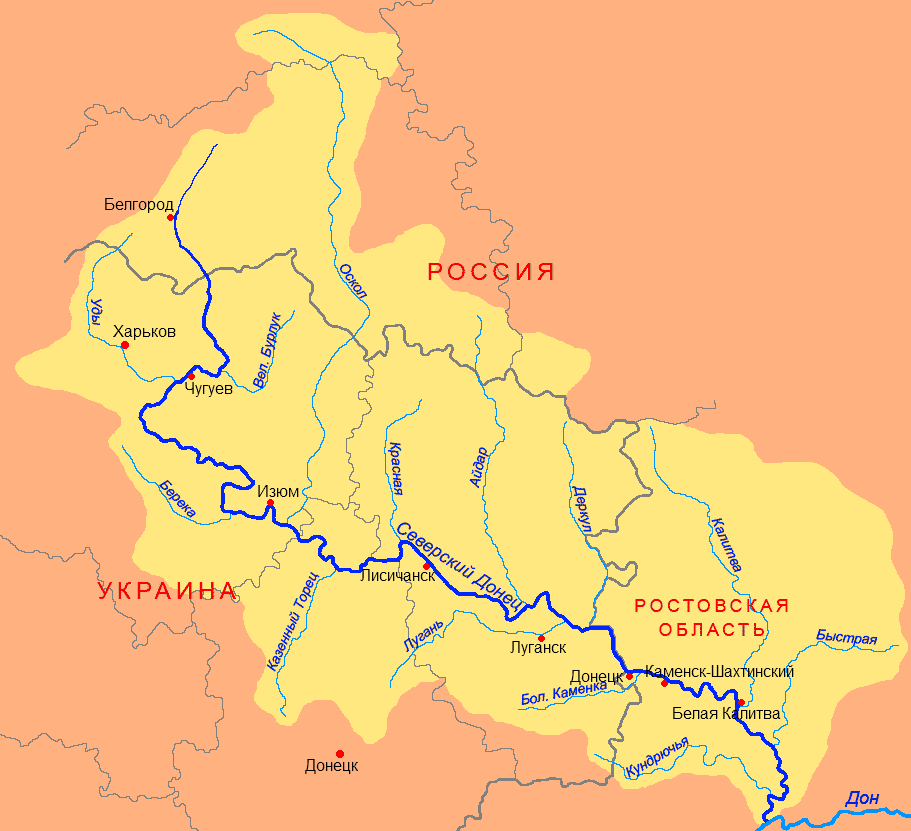
Бассейн Северского Донца

Берёт своё начало на северо-востоке села Тимоново Троицкого района Луганской области
Длина реки — 151 км, площадь водосборного бассейна — 2710 км². Падение — 0,5 м/км. Ширина долины — 3,5 км.
Правый берег высокий, до 60 м, крутой, местами обрывистый, порезанный короткими, но глубокими оврагами и балками, на всем протяжении возвышается над ровным левым берегом, более низким, до 30 м высоты и пологим, слабо расчлененным. В долине развиты пойменная, песчаная и лесная террасы.
Берёт своё начало на южных склонах Среднерусской возвышенности. Питание преимущественно снеговое.

## Притоки
- Троицкий район: река Нагольная, Гнилая.
- Сватовский район: реки Гнилая, Кобылка, Дуванка, Харина.
- Кременской район: река Кременная, Гнилая, Мечетная.

## Населённые пункты
На Красной — города Сватово, Кременная, село Гончаровка, село Меловатка (Луганская область), село Новоникольское, село Голиково